# NGC 5590
NGC 5590 (również NGC 5580, PGC 51312 lub UGC 9200) – galaktyka soczewkowata (S0), znajdująca się w gwiazdozbiorze Wolarza.
Odkrył ją William Herschel 1 maja 1785 roku, a John Dreyer skatalogował tę obserwację jako NGC 5590. Prawdopodobnie obserwował ją John Herschel 27 kwietnia 1827 roku (pewności nie ma, gdyż podana przez niego pozycja była niedokładna); jego obserwacja została skatalogowana przez Dreyera jako NGC 5580.